# Rijnsaterwoudsche Polder
Het waterschap Rijnsaterwoudsche Polder was een waterschap in de gemeente Rijnsaterwoude in de Nederlandse provincie Zuid-Holland.
De polder en het bestuur werden opgericht op 7 oktober 1626. De droogmaking werd echter pas in gang gezet na een besluit van de Hoogheemraden van Rijnland van 4 juli 1797. Pas in 1834 was de polder geheel drooggelegd.